# Téli gumiabroncs
A téli gumiabroncsok jobb tapadással rendelkeznek havon (továbbá nedves vagy sáros útfelületen), mint a nyári abroncsok. Mélyebb profillal vannak ellátva, amelyek hatékonyabban szorítják ki a gumi és az útfelület közül a havat és a sarat. Mélyebb barázdákkal és sűrűbb futómintázattal rendelkeznek.
Az „M+S” jelzés megtalálható az összes téli abroncson, ellenben csak az egy hópelyhet és egy hegycsúcsot ábrázoló nyomat garantálja az abroncs „téli” mivoltát. Ezt a jelzést 3PMSF-nek nevezzük. Ez a nem hivatalos minőségtanúsítvány amerikai és kanadai gyártók által volt először használva. Azóta minden ilyen jellel ellátott abroncs a téligumi kategóriába sorolható.

## Története
A téli gumi története a gumiabroncs feltalálásával vette kezdetét. 1839-ben Charles Goodyear találta fel a vulkanizálást: ez egy fizikai-kémiai folyamat, amely során a kaucsuk láncmolekulái között – hő hatására, kén hozzáadásával – keresztkötések jönnek létre. A folyamat végén a gumi úgy marad rugalmas, hogy közben tartós és szilárd lesz. 1845-ben a skót Robert William Thomson feltalálta a pneumatikus abroncsot, ebben az időben azonban még csak kerékpárokon használták ezeket a találmányokat.
John Boyd Dunlop 1888 környékén találta fel a levegővel töltött gumiabroncsot, de később a szabadalmát törölték és Thomsont ismerték el a szabadalom tulajdonosának. Dunlop azonban üzleti lehetőséget látott a pneumatikus gumiabroncsban, és Európa-szerte gyárakat alapított. A Dunlop gyárak termékeit főleg kerékpárokon használták, ám megjelentek már az automobilok kerekein is.
William Erskine Bartlett 1890-ben modernizálta a pneumatikus gumiabroncsot, az általa alkalmazott peremes kialakítás hosszabb élettartamot és stabilabb futást eredményezett. A ma is használt gumiabroncs közvetlen elődjének Charles Kingston Welch fémszálakkal átszőtt abroncsszerkezete tekinthető. Ezt követte 1913-ban a radiál szerkezetű gumiabroncs, a mai modern gumiabroncsok is ezt az elvet követik, a szabadalom Christian Hamilton Gray nevéhez fűződik.

### Az első téli gumi
Az első kifejezetten téli alkalmazásra szánt gumik a finn Nokian cégnek köszönhetők, bár egyes források szerint a német Continental már 1905-ben is foglalkozott szegecselt autógumik gyártásával.

### A téli gumik elterjedése
A világ első téli gumiját 1934-ben gyártották (a finn Nokian téli gumija a Kelirengas névre hallgatott), és kezdetekben főleg teherautóknak szánták a csúszós utakra. Ebben az időszakban a ló vontatta teherszállító járműveket fokozatosan váltották fel a motorikus gépjárművek. Ezzel párhuzamosan nőtt meg az igény a fagyott, vagy éppen a csúszós, sáros talajon is stabil úttartással bíró kerekekre.
A megfelelő tapadásról a különleges fogazat gondoskodott, a csúszós utakon is használható gumiabroncsokra pedig a személyszállításban is szükség volt. A Nokian ezért 1936-ban elkezdte forgalmazni a személyautókra optimalizált, a Kelirengasnál kisebb méretű Hakkapeliitta gumiabroncsot.

## Technikai tulajdonságok
Több szempontból is különbözik egy téli abroncs egy nyáritól.

### A gumi anyagában
A téli abroncs a nyáritól anyagának alacsony hőmérsékleten való rugalmasságában is különbözik. A gumi hatékonysága 7 °C alatt a legmagasabb mértékű (viszont hét fok felett a téli abroncs veszít teljesítményéből).

### Az abroncs futófelületében
A téli abroncs jellegzetessége a futófelület tekintetében is megnyilvánul. Sokkal több bemetszés található rajta és sokkal sűrűbben barázdált a téli abroncs profilja (ötször több barázda, mint egy nyári abroncson), továbbá a szélesebb központi barázdák gyorsabban távolítják el a vizet és a hólét.
Szimmetrikus és aszimmetrikus gumiabroncs minták is léteznek. A szimmetrikus mintázatokat elsősorban városi vagy kompakt autókon használják. Az aszimmetrikus mintázatú abroncsok különböző zónái különféle feladatokat látnak el, a vízelvezetésért, illetve a stabilitásért és menőverezhetőségért felelnek. Az aszimmetrikus gumik jellemzően drágábbak, mint a szimmetrikus mintázatúak.

### Szegecselt gumik
A személy- és tehergépjárművek száma fokozatosan nőtt, és szükség volt olyan gumiabroncsokra is, amelyek extrém körülmények között is biztosítják a megfelelő tapadást. Az 1960-as évek elején szintén a Nokian jött ki a szegekkel ellátott gumiabronccsal, aminek köszönhetően a jégen is megbízható tapadást biztosított a gépjárműveknek.

## Javaslat
Ugyanazon a tengelyen használjon ugyanolyan típusú, ugyanannyira kopott abroncsokat, és a megszokott nyomást 0,2 bar-ral emelje meg bennük (ugyanis a hideg miatt ez csökken).
A téli gumiabroncsok tárolásánál figyelni kell arra, hogy letakarítva és megfelelően kezelve csomagolja el őket a tulajdonos, mivel az abroncs felületén és lamelláiban maradt maró hatású anyagok (elsősorban a só) ronthatnak az állapotán.

## Jogi szabályozás Magyarországon
Magyarországon nincs kötelező téli abroncs használat, kivéve ha azt tábla jelzi. Mindenesetre a havas, téli időben erősen tanácsolt hazánkban is téli abroncsokkal felszerelni gépjárművét. A téli abroncsok sebességmutató indexe lehet magasabb, mint a gépjármű végsebességéhez társított abroncs sebességindexe, vagy kisebb, ha az nem esik a Q (160 km/h) sebességtartomány alá.

## Jogi szabályozás más országokban
Kötelezvények európai országokban a téli gumira vonatkozóan:
- Ausztria: november 1. és április 15. között személyautó és 3,5 tonna össztömegnél könnyebb teherautók esetén, télies útviszonyok esetén kötelező a téli gumi, vagy hólánc használata
- Csehország: november 1. és április 30. között a 3,5 tonnánál nagyobb járművek esetén legalább a hajtott tengelyen kötelező a téli gumi használata, legalább 6 mm profilmélységgel.
- Horvátország: téli útviszonyok esetén legalább a hajtott tengelyen kötelező a téli gumi használata.
- Németország: büntetésre számíthat, aki havas-jeges úton nyári gumival közlekedik, vagy a forgalmat korlátozza. Buszok és teherautók esetében elég csak a hajtott tengelyre téli gumit szerelni.
- Olaszország: időjárástól függ, a sípályákra vezető utakon kötelezhetik rá a sofőrt. Az Aosta-völgyben október 15. és április 15. között kötelező a téli gumi használata.
- Svájc: nem kötelező, de büntetésre számíthat, aki nyári gumival balesetet okoz.
- Szerbia: november 1. és április 1. között kötelező a téli gumi, vagy a hólánc használata, amennyiben az időjárás és az útviszonyok indokolják.
- Szlovákia: ha az utat összefüggő hó-, illetve jégréteg borítja, akkor kötelező a téli gumi használata. Buszoknak és teherautóknak november 15. és március 31. között kötelező legalább a hajtott tengelyen a téli gumi, függetlenül az útviszonyoktól.
- Szlovénia: november 15. és március 15. között kötelező a téli gumi, 5 cm-nél nagyobb hó esetén a hólánc is.
- Románia: jeges, havas, vagy ónos esővel borított úton kötelező a téli gumi használata. Ezáltal, száraz körülmények között elfogadott télen is a nyári gumi használata. A régi szabályozás, mely szerint bizonyos időszakban kötelező a téli gumi használata, 2024-ben felül lett írva.
- Finnország, Lettország, Litvánia, Észtország, Svédország és Norvégia: december 1. és március 1. között minden járművön kötelező a téli gumi használata.